# Miljan Govedarica
Miljan Govedarica (ur. 26 maja 1994 w Sarajewie) – bośniacki piłkarz występujący na pozycji skrzydłowego w bośniackim klubie Zrinjski Mostar.

## Kariera klubowa

### FK Donji Srem
23 lipca 2013 podpisał kontrakt z klubem FK Donji Srem. Zadebiutował 26 października 2013 w meczu Super liga Srbije przeciwko FK Novi Pazar (1:0).

### FK Slavija Sarajewo
30 lipca 2014 przeszedł do drużyny FK Slavija Sarajewo. Zadebiutował 2 sierpnia 2014 w meczu Premijer ligi przeciwko Zrinjski Mostar (0:0). Pierwszą bramkę zdobył 23 sierpnia 2014 w meczu ligowym przeciwko NK Vitez (0:5).

### FK Sloboda Tuzla
1 lipca 2015 podpisał kontrakt z zespołem FK Sloboda Tuzla. Zadebiutował 25 lipca 2015 w meczu Premijer ligi przeciwko NK Čelik Zenica (1:0). W sezonie 2015/16 jego zespół zajął drugie miejsce w tabeli zdobywając wicemistrzostwo Bośni i Hercegowiny. 30 czerwca 2016 zadebiutował w kwalifikacjach do Ligi Europy w meczu przeciwko Beitar Jerozolima (0:0).

### FK Olimpik Sarajewo
8 lutego 2017 przeszedł do klubu FK Olimpik Sarajewo. Zadebiutował 25 lutego 2017 w meczu Premijer ligi przeciwko FK Radnik Bijeljina (2:0). Pierwszą bramkę zdobył 8 kwietnia 2017 w meczu ligowym przeciwko FK Mladost Doboj Kakanj (2:2).

### FK Slavija Sarajewo
21 sierpnia 2017 podpisał kontrakt z drużyną FK Slavija Sarajewo. Zadebiutował 26 sierpnia 2017 w meczu Prva liga RS przeciwko FK Kozara Gradiška (1:1). Pierwszą bramkę zdobył 23 września 2017 w meczu ligowym przeciwko FK Sloboda Mrkonjić Grad (1:0).

### FK Zvijezda 09
1 stycznia 2018 przeszedł do zespołu FK Zvijezda 09. Zadebiutował 17 marca 2018 w meczu Prva liga RS przeciwko FK Sloga Doboj (0:2), w którym zdobył swoją pierwszą bramkę. W sezonie 2017/18 jego zespół zajął pierwsze miejsce w tabeli i awansował do najwyższej ligi. W Premijer lidze zadebiutował 21 lipca 2018 w meczu przeciwko FK Mladost Doboj Kakanj (0:0). Pierwszą bramkę w lidze zdobył 29 sierpnia 2018 w meczu przeciwko Zrinjski Mostar (5:2).

### Zrinjski Mostar
1 lipca 2019 podpisał kontrakt z klubem Zrinjski Mostar. Zadebiutował 11 lipca 2019 w meczu kwalifikacji do Ligi Europy przeciwko Akademija Pandew (0:3), w którym zdobył swoją pierwszą bramkę. W Premijer lidze zadebiutował 21 lipca 2019 w meczu przeciwko FK Sarajevo (1:0). Pierwszą bramkę w lidze zdobył 24 sierpnia 2019 w meczu przeciwko FK Borac Banja Luka (4:0).

## Kariera reprezentacyjna

### Bośnia i Hercegowina U-21
W 2014 roku otrzymał powołanie do reprezentacji Bośni i Hercegowiny U-21. Zadebiutował 8 września 2014 w meczu eliminacji do Mistrzostw Europy U-21 2015 przeciwko reprezentacji Węgier U-21 (1:4).

## Statystyki

### Klubowe
(aktualne na dzień 6 lutego 2021)
| Klub                | Sezon              | Liga               | Liga  | Liga   | Puchar kraju | Puchar kraju | Europa | Europa | Suma  | Suma   |
| Klub                | Sezon              | Liga               | Mecze | Bramki | Mecze        | Bramki       | Mecze  | Bramki | Mecze | Bramki |
| ------------------- | ------------------ | ------------------ | ----- | ------ | ------------ | ------------ | ------ | ------ | ----- | ------ |
| FK Donji Srem       | 2013/14            | Super liga Srbije  | 4     | 0      | 1            | 0            | –      | –      | 5     | 0      |
| FK Donji Srem       | Ogólnie            | Ogólnie            | 4     | 0      | 1            | 0            | 0      | 0      | 5     | 0      |
| FK Slavija Sarajewo | 2014/15            | Premijer liga      | 24    | 2      | 1            | 0            | –      | –      | 25    | 2      |
| FK Slavija Sarajewo | Ogólnie            | Ogólnie            | 24    | 2      | 1            | 0            | 0      | 0      | 25    | 2      |
| FK Sloboda Tuzla    | 2015/16            | Premijer liga      | 15    | 0      | 2            | 0            | –      | –      | 17    | 0      |
| FK Sloboda Tuzla    | 2016/17            | Premijer liga      | 14    | 0      | 2            | 0            | 2      | 0      | 18    | 0      |
| FK Sloboda Tuzla    | Ogólnie            | Ogólnie            | 29    | 0      | 4            | 0            | 2      | 0      | 35    | 0      |
| FK Olimpik Sarajewo | 2016/17            | Premijer liga      | 10    | 2      | 0            | 0            | –      | –      | 10    | 2      |
| FK Olimpik Sarajewo | Ogólnie            | Ogólnie            | 10    | 2      | 0            | 0            | 0      | 0      | 10    | 2      |
| FK Slavija Sarajewo | 2017/18            | Prva liga RS       | 12    | 6      | 0            | 0            | –      | –      | 12    | 6      |
| FK Slavija Sarajewo | Ogólnie            | Ogólnie            | 12    | 6      | 0            | 0            | 0      | 0      | 12    | 6      |
| FK Zvijezda 09      | 2017/18            | Prva liga RS       | 7     | 6      | 1            | 0            | –      | –      | 8     | 6      |
| FK Zvijezda 09      | 2018/19            | Premijer liga      | 21    | 6      | 1            | 0            | –      | –      | 22    | 6      |
| FK Zvijezda 09      | Ogólnie            | Ogólnie            | 28    | 12     | 2            | 0            | 0      | 0      | 30    | 12     |
| Zrinjski Mostar     | 2019/20            | Premijer liga      | 11    | 3      | 1            | 0            | 6      | 3      | 18    | 6      |
| Zrinjski Mostar     | 2020/21            | Premijer liga      | 13    | 0      | 1            | 1            | 2      | 0      | 16    | 1      |
| Zrinjski Mostar     | Ogólnie            | Ogólnie            | 24    | 3      | 2            | 1            | 8      | 3      | 34    | 7      |
| Ogólnie w karierze  | Ogólnie w karierze | Ogólnie w karierze | 131   | 25     | 10           | 1            | 10     | 3      | 151   | 29     |

### Reprezentacyjne
| Reprezentacja             | Rok     | Mecze | Bramki |
| ------------------------- | ------- | ----- | ------ |
| Bośnia i Hercegowina U-21 |         |       |        |
| 2014                      | 1       | 0     |        |
| 2016                      | 2       | 0     |        |
| Ogólnie                   | Ogólnie | 3     | 0      |

| Mecze i gole w reprezentacji | Mecze i gole w reprezentacji | Mecze i gole w reprezentacji | Mecze i gole w reprezentacji | Mecze i gole w reprezentacji | Mecze i gole w reprezentacji | Mecze i gole w reprezentacji | Mecze i gole w reprezentacji |
| Lp.                          | Data                         | Miejsce                      | Gospodarz                    | Gość                         | Wynik                        | Gol                          | Rozgrywki                    |
| ---------------------------- | ---------------------------- | ---------------------------- | ---------------------------- | ---------------------------- | ---------------------------- | ---------------------------- | ---------------------------- |
| 1.                           | 08.09.2014                   | Sarajewo                     | Bośnia i Hercegowina U-21    | Węgry U-21                   | 1:4                          |                              | el. ME U-21 2015             |
| 2.                           | 25.03.2016                   | Astana                       | Kazachstan U-21              | Bośnia i Hercegowina U-21    | 0:0                          |                              | el. ME U-21 2017             |
| 3.                           | 03.06.2016                   | Baku                         | Azerbejdżan U-21             | Bośnia i Hercegowina U-21    | 0:0                          |                              | Mecz towarzyski              |

## Sukcesy

### FK Sloboda Tuzla
- Wicemistrzostwo Bośni i Hercegowiny (1×): 2015/2016

### FK Zvijezda 09
- Mistrzostwo Prva liga RS (1×): 2017/2018